# Västtjärna, Östtjärna en Gruvan
Västtjärna, Östtjärna en Gruvan (Zweeds: Västtjärna, Östtjärna och Gruvan) is een småort in de gemeente Gagnef in het landschap Dalarna en de provincie Dalarnas län in Zweden. Het småort heeft 150 inwoners (2005) en een oppervlakte van 28 hectare. Eigenlijk bestaat het småort uit 3 plaatsjes: Västtjärna, Östtjärna en Gruvan.